# Сельское поселение «Посёлок Сукпай»
Се́льское поселе́ние «Посёлок Сукпай» — муниципальное образование в Район имени Лазо Хабаровского края Российской Федерации.
Административный центр — посёлок Сукпай.

## История
Статус и границы сельского поселения установлены Законом Хабаровского края от 28 июля 2004 года № 208 «О наделении посёлковых, сельских муниципальных образований статусом городского, сельского поселения и об установлении их границ».

## Население
| 2010 | 2011  | 2012  | 2013  | 2014  | 2015 | 2016 |
| ---- | ----- | ----- | ----- | ----- | ---- | ---- |
| 1191 | ↘1190 | ↘1144 | ↘1102 | ↘1048 | ↘994 | ↘952 |
| 2017 | 2018  | 2019  | 2020  | 2021  |      |      |
| ↘920 | ↘898  | ↘870  | ↘851  | ↘479  |      |      |

## Состав сельского поселения
| № | Населённый пункт | Тип населённого пункта          | Население |
| - | ---------------- | ------------------------------- | --------- |
| 1 | Сукпай           | посёлок, административный центр | ↘479      |